# Segunda Batalla de La Puerta
La Segunda Batalla de La Puerta fue un decisivo enfrentamiento militar sucedido el 15 de junio de 1814 durante la Guerra de Independencia de Venezuela, entre las fuerzas del Imperio español y la Segunda República, acabando con la derrota completa de las segundas.
Poco antes de esta batalla, José Tomás Boves envió al arzobispo Narciso Coll y Prat a negociar con Simón Bolívar. Se le informó que Boves había sumado a su ejército los dispersos de la Batalla de Bocachica y los fugitivos de la Batalla de Carabobo y le llegaban envíos de armas y caballos procedentes de Guayana, siendo capaz de tomar Caracas. Finalmente, se le ofreció un armisticio honorable, de prometer interceder en la desmovilización de otras fuerzas insurgentes podría participar en el gobierno de la Capitanía General o del Virreinato. Bolívar consideró llegar a ser un día virrey, aunque luego lo desechó.
Santiago Mariño marchó solo a enfrentarse a Boves, quien lo esperaba en la quebrada de La Puerta (cerca de Villa de Cura), el mismo lugar de su victoria sobre Vicente Campo Elías. El campo de batalla elegido por Boves estaba cerca de grandes planicies, si conseguía atraer al terreno abierto a los revolucionarios su caballería quedaría en condiciones de invencibilidad. En un extremo estaba la sabana de Ocumare, La Puerta en medio y la entrada del desfiladero en el otro lado, allí se atrincheraron los republicanos.
La tropa de Mariño se componía de 1.500 infantes, 700 jinetes, 100 artilleros y 7 cañones, se les sumaron los 700 refuerzos que trajo apresuradamente Bolívar desde Caracas poco antes de la batalla. En vista de lo vulnerable de su situación, Mariño ordenó a sus tropas permanecer en su posición de combate toda la noche anterior al combate. En la madrugada siguiente las tropas republicanas permanecían muy ordenadas mientras que las realistas cambiaban constantemente de posición, el aparente caos servía para ocultar mejor el verdadero tamaño de la División Infernal. El comandante rebelde los estimó en 3.000 hombres, las cifras que daban sus informantes, casi tantos como él disponía. En esos instantes llegó Bolívar con los refuerzos, viendo el campo de batalla y sabedor de la anterior victoria de Boves en el mismo lugar dio órdenes de comenzar la retirada a un sitio más seguro, pero el realista se percató de inmediato y ordenó a sus batallones de infantería apoyados por alguna caballería atacar, pronto el combate se generalizó por todo el frente.
La hueste llanera cargó de frente dos veces contra el batallón Aragua pero fue rechazada por el nutrido fuego de infantería y artillería. Los monárquicos retrocedieron a la planicie y Bolívar ordenó entonces la carga general. El batallón Barcelona en el flanco izquierdo, el Cumaná en el derecho y el Aragua en el centro. En ese momento salieron sorpresivamente tres grandes unidades con más de mil quinientos jinetes cada una desde distintas posiciones. Los republicanos huyeron aterrorizados y su caballería fue aniquilada rápidamente por dos columnas. El Cumaná quedó rápidamente cercado por la caballería realista por lo que su comandante dio orden de formar un cuadrado defensivo. Todos los soldados con una rodilla al piso pusieron sus fusiles al hombro y, al agotar sus municiones, utilizaron las bayonetas como picas. Resistieron una y otra carga hasta que todos murieron.
Los comandantes del ejército republicano se dieron cuenta de que habían sido vencidos y escaparon como pudieron. Bolívar por Villa de Cura y Mariño por San Sebastián. Más de mil de sus soldados quedaron muertos en el campo de batalla, incluidos el ministro Antonio Muñoz Tébar y Diego Jalón fue capturado y decapitado. Parece ser que, en 1811, este había arrestado a Boves en San Carlos cuando intentaba unirse a los revolucionarios. Hasta mil quinientos soldados vencidos fueron capturados y fusilados. Toda la artillería y tres millares de fusiles cayeron en manos de Boves. Menos de mil integrantes del ejército republicano consiguieron volver vivos a Caracas.
La derrota en la quebrada significó la condena de la Segunda República. Boves, no obstante, no marchó inmediatamente sobre Caracas. Consideró que, primero, debía apoderarse de Valencia. El 17 de junio Boves avanzó sobre La Cabrera, pueblo defendido por 500 hombres capitaneados por el coronel José María Fernández, el mismo día capitularon y todos los sobrevivientes fueron degollados. Otras fuentes hablan de 1600 ejecutados.

## Antecedentes
A mediados de marzo de 1814, el Libertador Simón Bolívar, «Jefe Supremo del Estado de Occidente», estaba sitiado en San Mateo por la hueste de José Tomás Boves, caudillo de los llaneros. Sin embargo, el Ejército del Oriente al mando de Santiago Mariño se aproximó desde Cumaná, obligando a Boves a abandonar el asedio y confrontarle en Bocachica, cerca de la quebrada de La Puerta, el 31 de ese mes. El ejército llanero fue derrotado y obligado a retirarse hacia Calabozo.
Tras instalarse en Calabozo Boves reclutó numerosos voluntarios y secretamente recibió armamento vía río Apure desde Coro o río Orinoco desde las Antillas españolas. Durante su marcha no es perseguido pero si acosado por los habitantes de los pueblos de Güigüe, Yuma y Los Naranjos. El 2 de abril es atacado por el coronel Tomás Montilla en el Magdaleno, sufriendo fuertes bajas. Mariño se retiró por el camino de San Sebastián y el río Pao hacia La Victoria. Ahí se entrevista con Bolívar y el día 3 acuerdan marchar para liberar Valencia.
Valencia era asediada por 3.000 soldados del brigadier José Ceballos, gobernador de Coro, y los coroneles Sebastián de la Calzada, caudillo de los apureños y barineses, y Carlos Miguel Salomón, jefe del regimiento peninsular de Granada. El 4 de abril se unen 2.000 llaneros de Boves. Ceballos y el caudillo acuerdan retirarse, los republicanos se acercaban y no habían podido vencer a los defensores. Boves sigue hacia los Llanos mientras Ceballos huye a Tocuyito y el 11 de abril llega a San Carlos. Mariño no acepta ceder el mando de sus tropas a Bolívar pero si aceptó que Rafael Urdaneta fuera su jefe de Estado Mayor. La rivalidad entre los caudillos del Oeste y el Este aumentaba cada día a pesar de las amenazas, desconfiando mutuamente. Además, sus tropas no se llevaban bien entre sí. Los soldados de Bolívar eran principalmente andinos del centro y poniente del país y los de Mariño costeros del oriente.
En Valencia Bolívar se entera de que Puerto Cabello, plaza realista asediada por los patriotas, ha recibido ayuda por mar. Bolívar sale ayudar en el asedio y reforzar a Caracas, dejando a Mariño al mando en Valencia. El oriental, confiado después de vencer a Boves, salió a enfrentar solo a Ceballos en la sabana del Arao aunque Urdaneta le aconsejara prudencia, ahí es vencido el 16 de abril. La moral de las tropas orientales quedan por los suelos, empiezan a sufrir deserciones masivas. La derrota le obliga a unir fuerzas con Bolívar en Valencia tres días después mientras que el capitán general Juan Manuel de Cajigal y Martínez asume el mando del ejército realista. Los monárquicos toman posiciones en San Carlos y se dedican a esperar a Boves. Sin embargo, sus jefes estaban confiados después de su victoria en Arao y cuando Bolívar decidió salir a presentarles batalla aceptaron. En la sabana de Carabobo los republicanos obtuvieron una victoria total el 28 de mayo.
Solo quedaba el ejército de Boves. Bolívar decidió dividir a su ejército en lugar de marchar sobre el Guárico para enfrentar a los llaneros. Bolívar estaba obligado por necesidades de la guerra a continuar asediando Puerto Cabello y dejar una fuerte guarnición para el arsenal de Valencia. Marchar con todas sus fuerzas sobre Boves le permitiría a Cajigal recomponer sus fuerzas y tomar Valencia y Caracas. Podía derrotar a Boves pero se debilitaría cuando tuviera que volver a enfrentar a Cajigal. Peor, el caudillo podía evitar la batalla y el capitán general avanzar sobre él, el Libertador podía quedar atrapado entre ambos. Menos riesgoso era dividir las fuerzas y tratar de enfrentar a la mayor amenaza primero y entretener a las demás. El plan era una repetición del sucedido a inicios del año, solo que para entonces los recursos de los republicanos estaban agotados, de hecho, todas las regiones de la costa, estuvieran en manos realistas o patriotas, con recursos estacionales y poblaciones sedentarias y poco belicosas estaban agotadas. En cambio, los llaneros eran ganaderos numerosos, en esa situación Boves siempre contaría con combatientes nuevos y feroces y abundantes recursos todo el año. Tenía todo para vencer. Otro factor, debilitaba a los insurgentes. El retorno al trono de Fernando VII de España deslegitimaba a las juntas independentistas y también significaba que pronto se enviarían ejércitos a sofocar las revueltas. Los realistas dominaban las vías fluviales del Orinoco y el Apure, llegándoles abundante material militar. Boves se había preocupado de constituir una infantería respetable después de las derrotas de sus lanceros frente a las disciplinadas y bien equipadas unidades republicanas atrincheradas en villas.
Mientras Bolívar ordenaba a Urdaneta perseguir a Ceballos al oeste con 700 infantes, mandaba al coronel José Félix Ribas a ir por refuerzos a Caracas lo que aquel hizo con apenas 40 carabineros, al coronel Diego Jalón a perseguir a Cajigal y La Calzada con 400 infantes y 300 jinetes pero debió volver tras llegar a El Pao, y a Mariño le envió con unos 1.800 infantes, 700 jinetes, 100 artilleros y una batería de 9 cañones a enfrentar a los llaneros. En total, 2600 al llegar a Valencia, poco antes que se le uniera Jalón en Villa de Cura. El historiador caraqueño Feliciano Ramón de la Merced de Montenegro y Colón (1781-1853) y el antioqueño José Manuel Restrepo (1781-1863) hablan de 1.500 infantes, 700 jinetes, 100 artilleros y 7 cañones. El santiaguino Francisco Rivas Vicuña estima en 700 combatientes enviados con Urdaneta al oeste, 500 con el coronel Juan Escalona quedan en Valencia, 1.100 son enviados con Jalón y 2.300 quedan con Mariño. Según Boves, la artillería patriota incluía 8 cañones de bronce de cuatro libras y un obús de a nueve pulgadas y sumaban unos 3.000 combatientes. Lecuna, basado en los partes de Boves, considera que ambos ejércitos sumaban tres millares de combatientes y considera falsas las cifras mayores aportadas por «historiadores españoles». Cálculo apoyado por Encina, quien los divide en 1.300 fusileros y 1.700 lanceros a caballo más 4 cañones en Ortiz el día 9. Encina dice que el ejército patriota en Carabobo sumaba 4.000 hombres, reducidos por la separación de Urdaneta y las bajas de combate a 2800 pero al sumarse las guarniciones y destacamentos dispersos alcanzó los 3.300 para la batalla. Prácticamente era la misma fuerza (excluyendo las unidades que se separaron) que había triunfado en Carabobo.
Bolívar fue a la capital a ayudar a Ribas. Durante la marcha Jalón se unió a Mariño. El 14 de junio Mariño ocupaba la entrada a la quebrada de La Puerta que llevaba hacia los valles de Aragua, frente a la sabana de Ocumare, lugar peligroso donde podría atraerse a los republicanos a un terreno abierto donde los jinetes realistas tenían toda la ventaja. Sin embargo, si Mariño se mantenía en la posición escogida cerraría el paso de los realistas a los valles de Aragua, La Puerta era un lugar de fácil defensa porque era imposible el flanqueo o el uso de la caballería y sólo se podía atacar de frente.
Boves llegaba a San Juan de los Morros. Mariño esperaba vencer donde había sido vencido el coronel Vicente Campo Elías meses antes. Se niega a retroceder a La Victoria, posición de más fácil defensa y con mayores recursos. Estaba confiado, ya había vencido a Boves en Bocachica. En la cercana Villa de Cura había una guarnición de 288 soldados comandados por el capitán y comerciante vasco Guillermo Zarrasqueta Urribarri.

## Batalla
Los llaneros entraron el 15 de junio en la sabana por la ruta que llevaba a los Llanos. En la madrugada Mariño había dispuesto a sus tropas mientras que los realistas marchaban y contramarchaban buscando las mejores posiciones, aparentando desorden y ocultando el verdadero tamaño de sus fuerzas. Finalmente dispuso que la infantería se ubicara al centro y la caballería en los flancos. Mariño creía que ambos ejércitos estaban formados por unos tres mil combatientes, igualando las fuerzas. Ordenó que el batallón 1.º de Cumaná estuviera en la izquierda, Barcelona en el centro y el Aragua en la derecha sobre una pequeña loma en formación de columna. Toda la caballería estaba en el ala izquierda. Los flancos patriotas se apoyaban en serranías para evitar su flanqueo. Boves dividió su infantería en tres columnas: el batallón Cazadores a la izquierda (Nicolás López); batallón del Rey al centro (Morales); batallón de la Corona y una compañía de Cazadores a la derecha (Julián Poncho); y él mismo conservaba el mando directo del grueso de la caballería.
Durante la mañana llegaron Bolívar, Ribas, dos batallones de infantería y algunos escuadrones de caballería muy agotados por la marcha. Esto daba una aparente superioridad numérica a los republicanos. El Libertador consideró la posición como desfavorable y ordenó la retirada, pero Boves detecta estos movimientos y ordena a su infantería atacar al mando de su lugarteniente, Francisco Tomás Morales. Mientras la caballería llanera carga dos veces contra el batallón Aragua, que apoyado por la artillería le rechaza. Tras una hora de combate la retirada realista se hace general. El Aragua desciende y se forma en línea cerrada, intentando envolver el flanco izquierdo realista mientras la caballería republicana ataca el derecho. Bolívar ordena una carga general, introduciéndose en la sabana abierta, pero entonces tres columnas realistas de 1.500 jinetes cada una salieron sorpresivamente desde distintas posiciones y cargaron sobre la caballería republicana, poniéndola en fuga. El grueso del ejército monárquico había permanecido oculto entre los matorrales y cañadas de los alrededores, en depresiones del terreno.
Después dos columnas rompieron al Aragua y al Barcelona, los sobrevivientes huyeron como pudieron. El Cumaná es rodeado pero logra formar un cuadro con rodillas en tierra y fusiles a los hombres, resistiendo múltiples cargas hasta que las bajas abren agujeros en las filas y colapsa. Su comandante, coronel Antonio María Freites, se suicida de un tiro. Todos los soldados mueren.
En media hora, a las 18:00, el ejército republicano estaba aniquilado y solo pueden retirarse en orden los refuerzos que había traído Bolívar. El Libertador huye con diez oficiales caraqueños por el camino real de Villa de Cura a La Victoria y Mariño, Valdés, Monagas y otros orientales por San Sebastián a El Pao de Zárate, ambos con rumbo final hacia Caracas. Boves es herido y pierde a su caballo. Unos 1.300 fusiles, toda la artillería, municiones, equipajes, papeles y posesiones de los republicanos fueron capturadas. Boves escribió en sus partes haber sufrido 200 muertes entre sus filas mientras que eliminó 2600 enemigos, sin embargo, algunos hablan de 1.200 republicanos muertos. Entre estos estaban los coroneles Manuel Aldao, jefe del Aragua, y Freites. Es posible que incluyera a los prisioneros republicanos, ejecutados poco después. El coronel Diego Jalón fue colgado al día siguiente en Villa y su cabeza expuesta en Calabozo. El secretario del Libertador, Antonio Muñoz Tebar, fue capturado y fusilado. Boves creyó que Mariño había muerto en el combate. El historiador colombiano José Rafael Sañudo eleva la cifra de muertos a 200 realistas y 1.300 patriotas. El realista Mariano Torrente llega a sostener que hasta 4.200 rebeldes fueron muertos o capturados ese día, salvándose un puñado que escapó por los bosques. También perdieron 3.000 fusiles y 11 cañones.

## Consecuencias
En la tarde de la batalla los llaneros tomaron Villa de Cura y Maracay, a las 21:30 horas cae La Victoria. El Villa de Cura el capitán Zarrasqueta intento contener a los realistas, fue inevitablemente vencido y capturado. Fue fusilado en San Sebastián de los Reyes, localidad donde residía, el 25 de agosto frente a su familia y su cabeza fue expuesta en una pica en la plaza. El 17 de junio fuerza a la guarnición de La Cabrera, dirigida por el capitán José María Fernández, nativo de Ceuta, a capitular. Los prisioneros y refugiados son degollados. El capitán Pedro Castillo consigue evacuar en cuatro lanchas a toda la gente que puede a la isla del Burro, en el lago de Valencia. El 18 tomaba Guacara y a la jornada siguiente comenzaba el asedio de Valencia. El 18 Bolívar y Mariño llegan a Caracas con 400 sobrevivientes, perseguidos de cerca por la vanguardia realista del capitán Ramón González (1.500 jinetes). El 25 Ribas y 400 jinetes logran detener a la división de González y retardar su avance a la capital.
Sin la heroica resistencia de Valencia, que retraso al grueso del ejército de Boves hasta el 9 de julio, los republicanos de Caracas hubiera sido masacrados. Tras el combate Ribas consigue reunir en la capital menos de 2.000 soldados entre sobrevivientes al desastre y la guarnición local. Era obvio que era imposible defenderla, el 6 de julio Bolívar evacua la ciudad en una larga marcha que es conocida como la Emigración a Oriente.